# Bieliński Hrabia
Bieliński (Bieliński hrabia (a)) – polski herb hrabiowski, odmiana herbu Junosza, nadany w Prusach.
W polu czerwonym na murawie zielonej, baran srebrny z bokiem pokrwawionym. 
Nad tarczą korona hrabiowska, a nad nią hełm w koronie z klejnotem: pięcioma strusimi piórami. 
Labry czerwone podbite srebrem.

## Najwcześniejsze wzmianki
Nadany z tytułem hrabiowskim w Prusach w 1798 roku Stanisławowi Bielińskiemu.

## Herbowni
hrabia Bieliński.